# Coendou spinosus
O porco-espinho-peludo-anão-paraguaio (Coendou spinosus) é uma espécie da família Erethizontidae. Encontrado na Argentina, Brasil, Uruguai e Paraguai. Possui cauda curta e espinhos marrom-acinzentados, sua alimentação gira em torno de formigas, pupas, raízes e vegetais diversos.

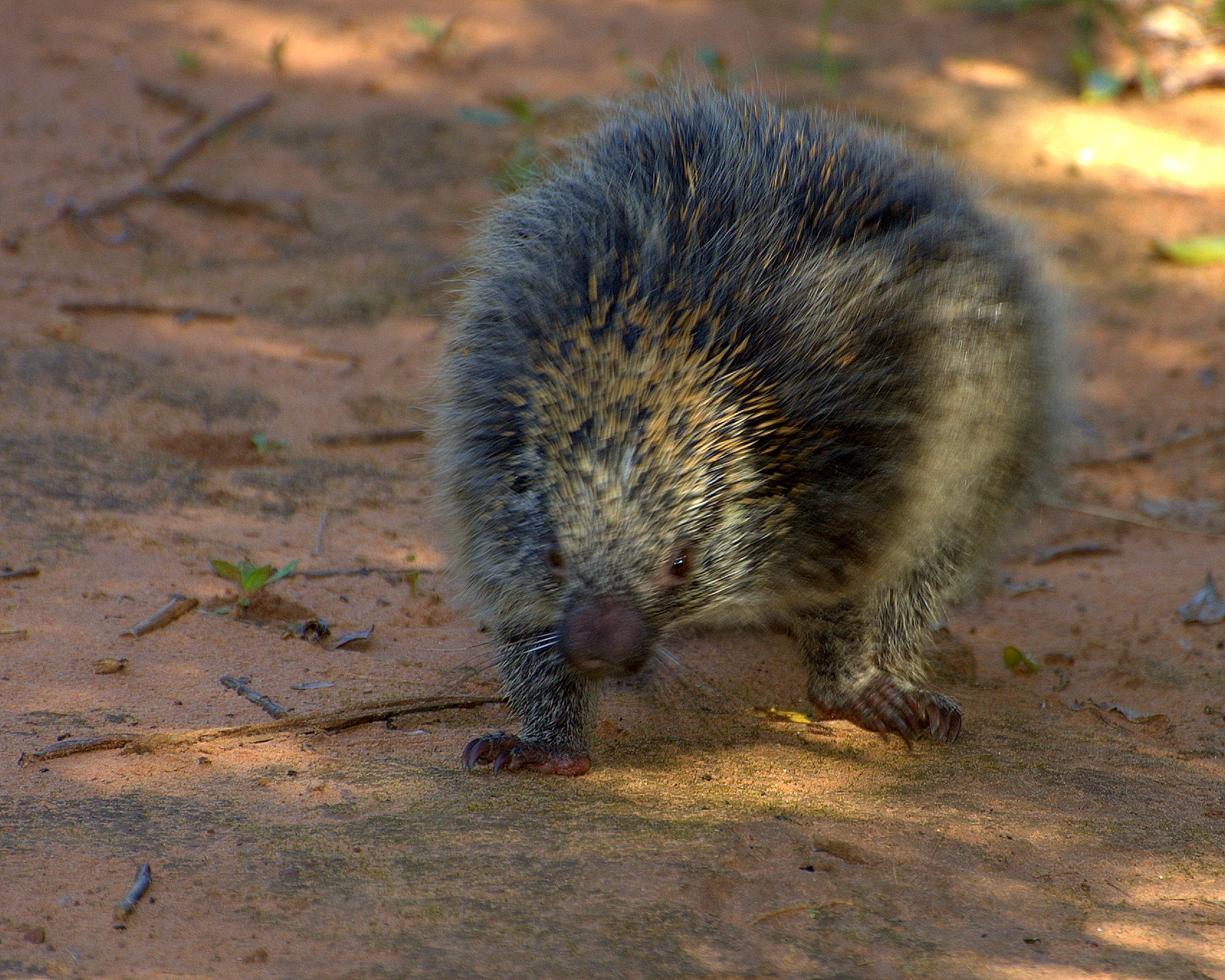
Espécime em Piraju, São Paulo, Brasil.

Com algumas outras espécies atualmente no gênero Coendou, já foi atribuído ao gênero Sphiggurus, já não sendo mais reconhecido por estudos o comprovarem polifilético. A população antes conhecida como porco-espinho-anão-de-pelo-laranja (Sphiggurus villosus) foi reclassificada para esta espécie. Seus parentes mais próximos são o porco-espinho-bicolor (Coendou bicolor) e o porco-espinho-negro-anão (Coendou nycthemere).